# Сурсько-Михайлівська волость
Сурсько-Михайлівська волость — історична адміністративно-територіальна одиниця Катеринославського повіту Катеринославської губернії з центром у селі Сурсько-Михайлівка.
Утворена наприкінці XIX сторіччя виділенням із Сурської волості.
За даними на 1908 рік найбільше поселення волості:
- Сурсько-Михайлівка — колишнє державне село, 3972 особи (2092 чоловічої статі та 1880 — жіночої), 682 дворових господарства.